# سینما فینیکس

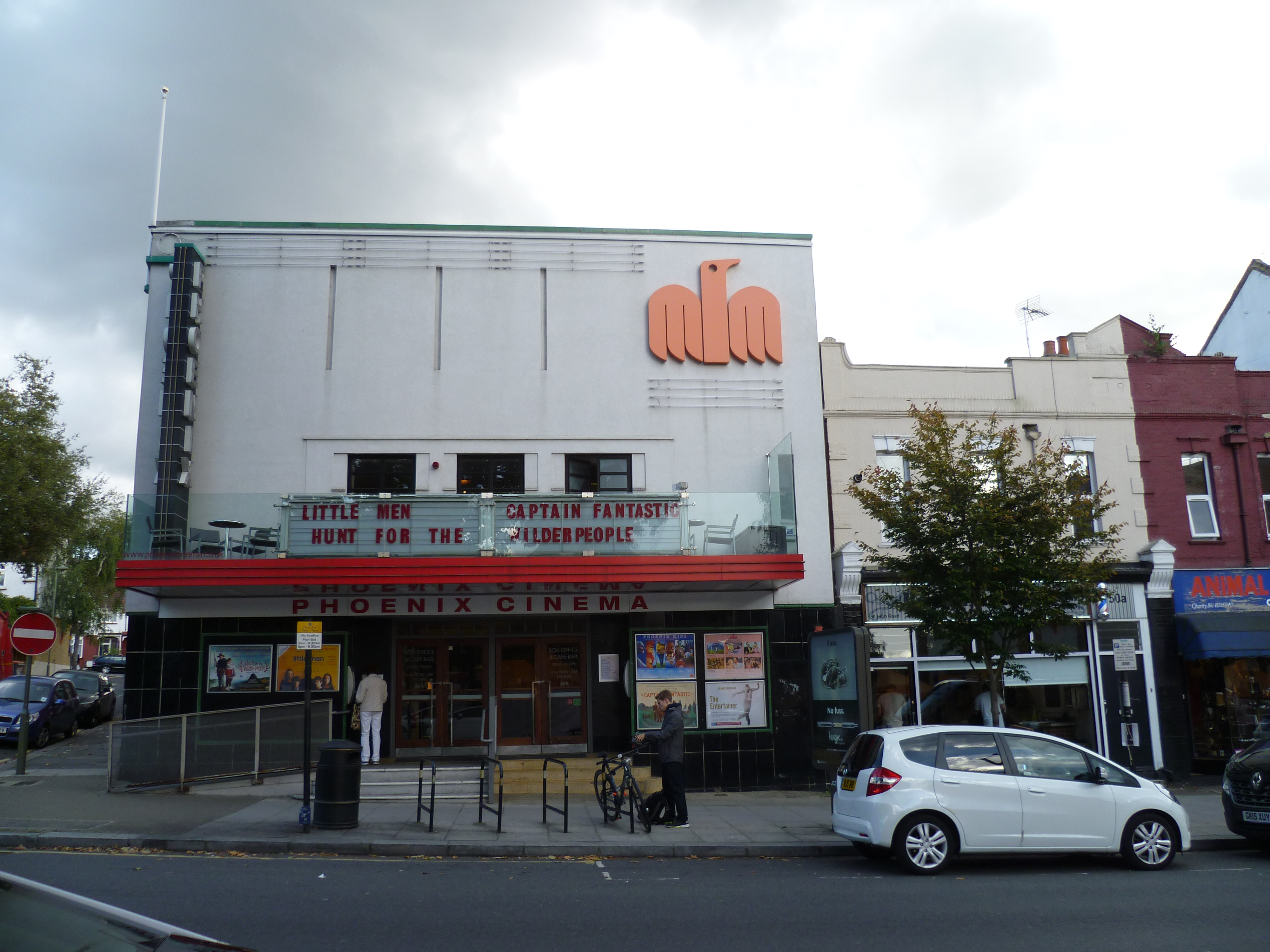
نمایی از سینما

سینما فینیکس (انگلیسی: Phoenix Cinema) یک سینما تک سالنه مستقل در ناحیه فینچلی شرقی، لندن است.
این سینما که در سال ۱۹۱۰ شروع به ساخت و در سال ۱۹۱۲ تأسیس شده از قدیمی‌ترین سینماهای فعال در بریتانیا است. سینما فینیکس دارای ۵۴۸ نفر ظرفیت دارد.

## نگارخانه

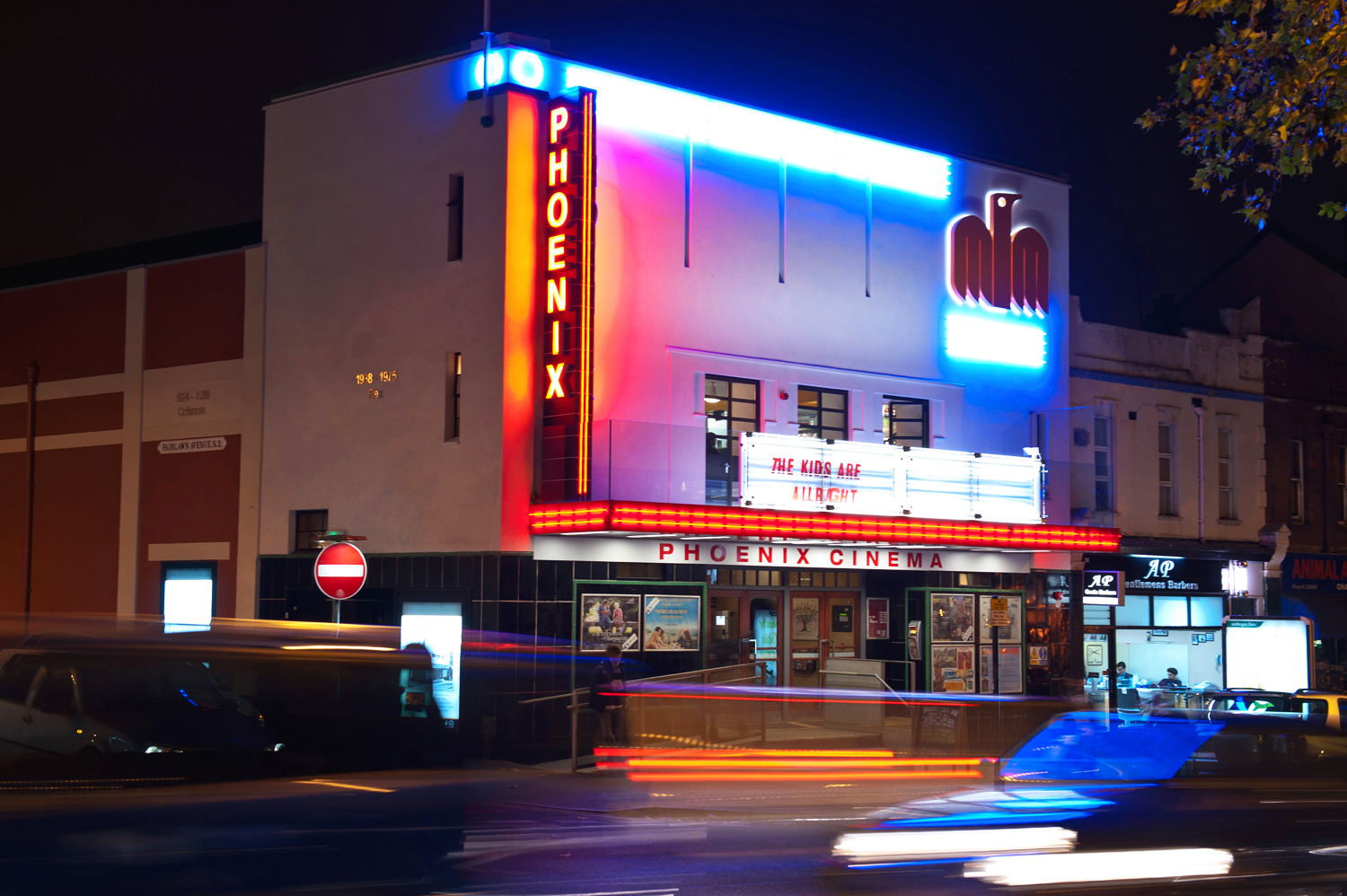
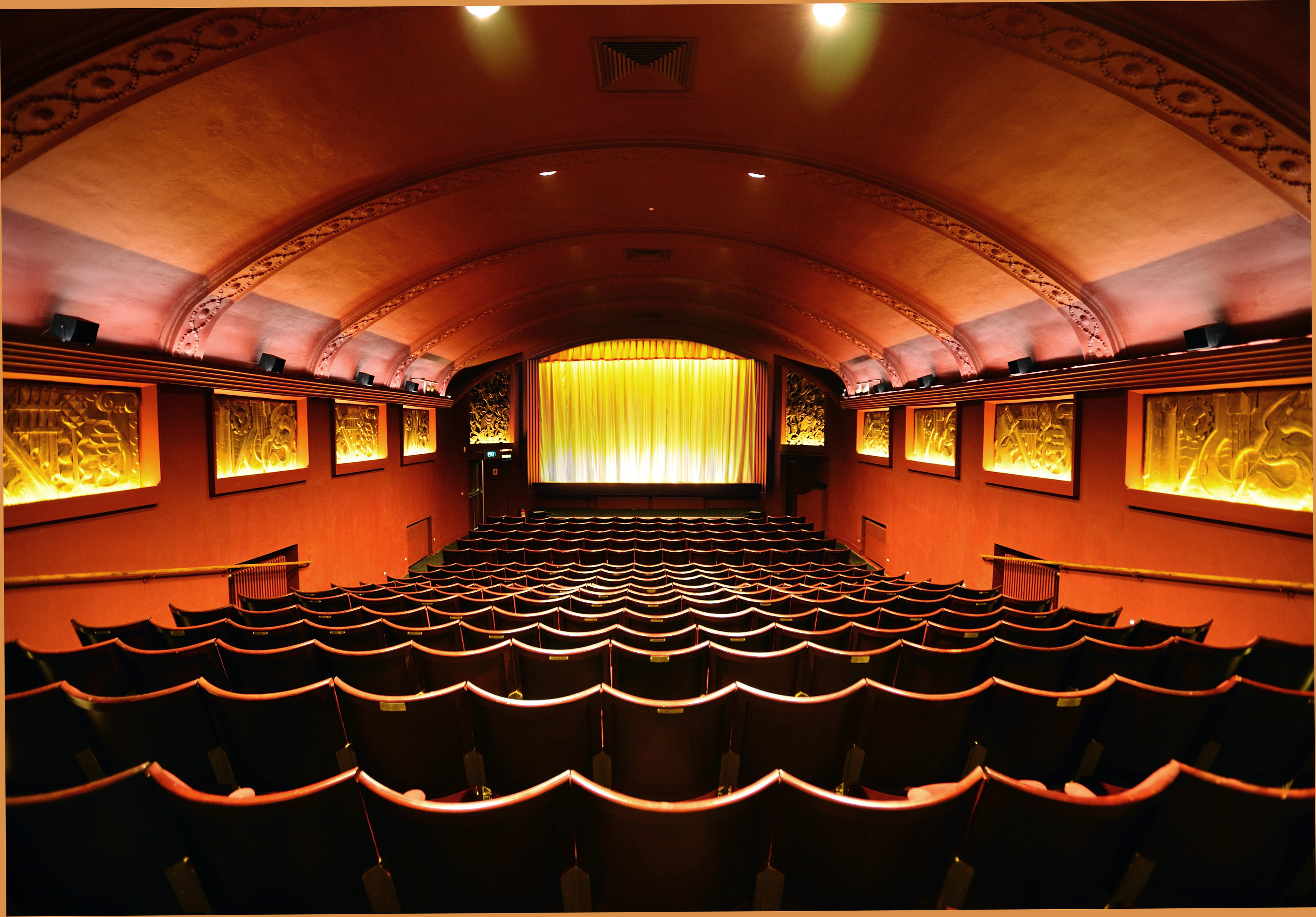
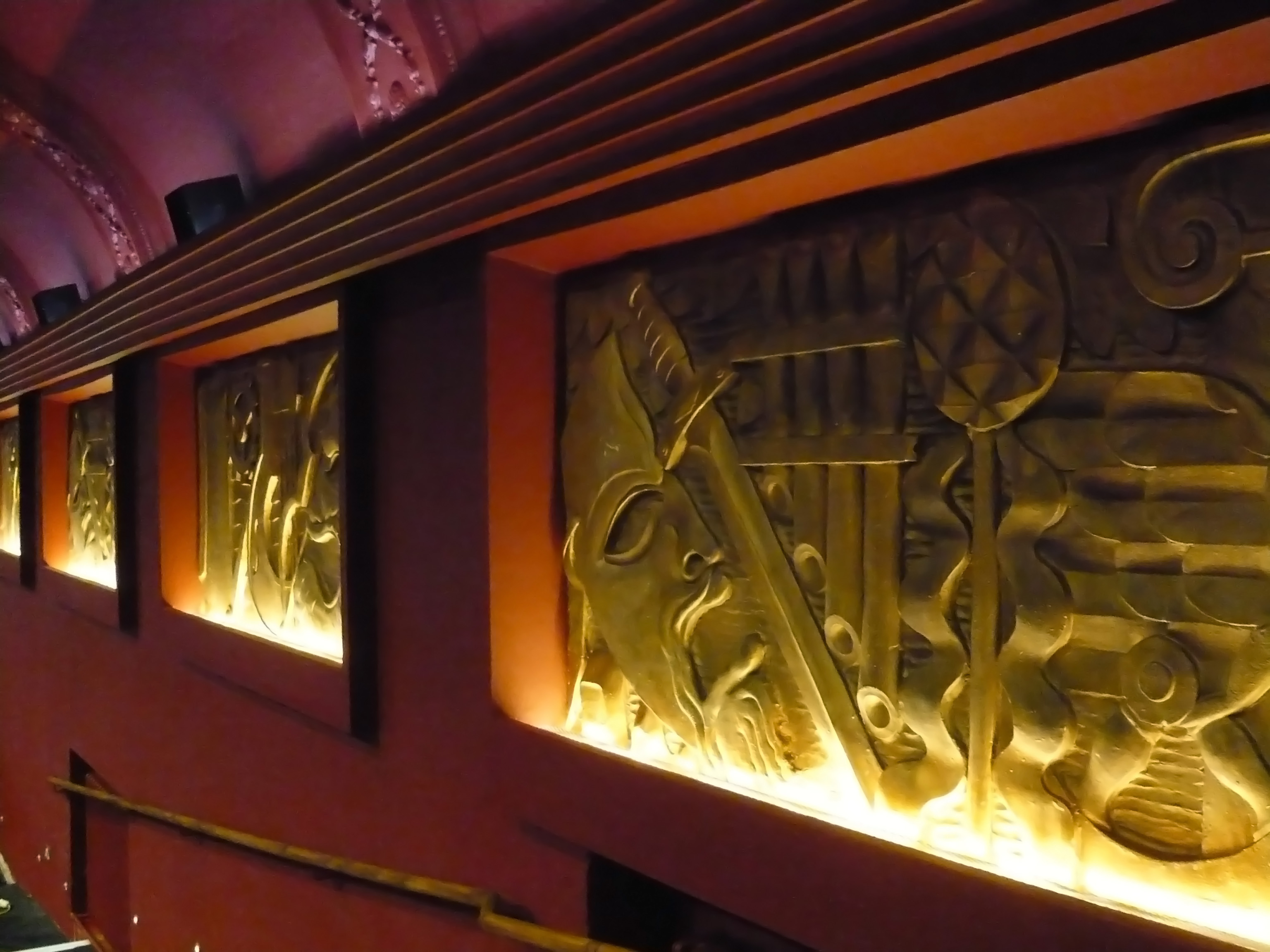
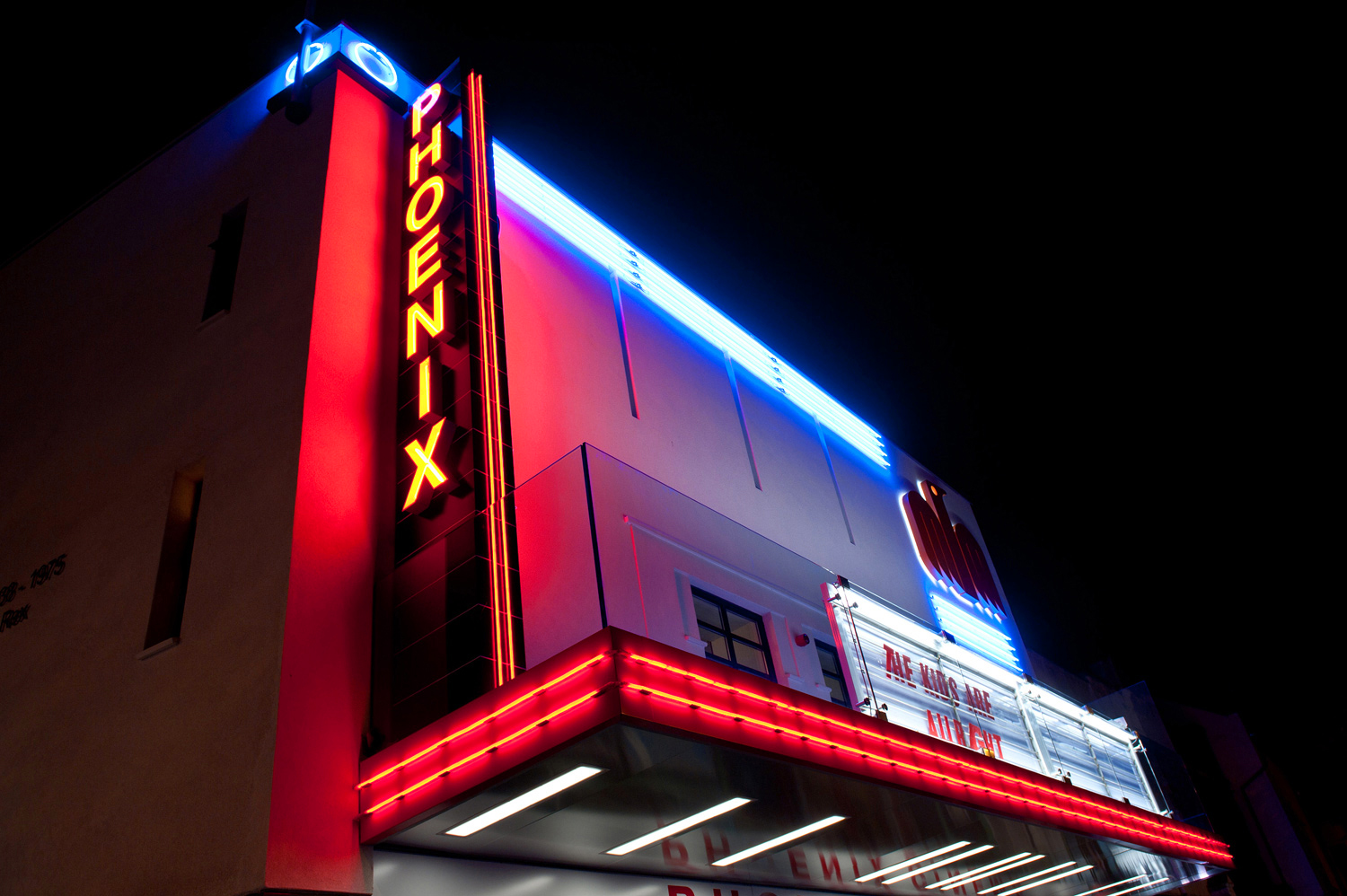